# Језекиљ (пророк)
Пророк Језекиљ (хебр. יְחֶזְקֵאל) јеврејски - „Бог ће ојачати“) - један од великих старозаветних пророка. Рођен је у Јудеји око 622. п. н. е.. Био је свештеник. 
597. п. н. е. пророк Језекиљ је са јеврејским народом поробљен и одведен у Вавилон. Тамо је живео у селу Тел Авив поред реке Ховар код Нипура, једног од религијских центара Вавилоније. Поред реке Ховар, пророку Језекиљу се јавио Бог у неколико визија. Након једне од њих 592. п. н. е. започео је своју пророчку мисију. 
Тада је Језекиљу било око 30 година. Пророкова кућа у Тел Авиву, као и домовима многих свештеника у изгнанству, постала је место где се прогнани Јевреји окупљали. Ту је велики број Јевреја слушао његове проповеди. 
Аутор је старозаветнекњиге, незвана по њему Књига Језекиља. Због њеног обима (48 поглавља) и значаја сматра се великим пророком. Умро је 571. п. н. е.